# نوفي ليغوري
نوفي ليغوري (بالإيطالية: Novi Ligure)‏ هي بلدية في مقاطعة ألساندريا في إقليم بييمونتي في إيطاليا.

## السكان
في سنة 1861 بلغ عدد السكان 10٬889 نسمة، وتطور العدد ليصل في سنة 2011 لـ 27٬682 نسمة.
يظهر هذا المخطط البياني تطور النمو السكاني لـ نوفي ليغوري

## توأمة
لنوفي ليغوري اتفاقيات توأمة مع كل من:
- ماريجنان
- Sorbiers, Loire [الإنجليزية]‏
- إلباسان
- Bicester [الإنجليزية]‏

## أعلام
- اتوري ميلانو
- كوستانتي جيراردينجو